# Даунгрейд программного обеспечения
Даунгрейд программного обеспечения — возможность, допускаемая лицензионными соглашениями некоторых проприетарных программных продуктов, которая позволяет, купив лицензию на новое программное обеспечение, использовать более старую (возможно, неподдерживаемую) версию ПО. Название появилось по аналогии со словом апгрейд (upgrade — «уровнем выше»), означающим замену старого программного или аппаратного обеспечения на более новое.
Соглашения даунгрейда были разработаны в угоду организациям с большим парком компьютеров и собственным неподдерживаемым или малоподдерживаемым ПО — для них покупка быстрых компьютеров, способных работать под новой ОС, и модификация/переписывание ПО обходятся в немалую сумму. По этой причине Microsoft не разрешает даунгрейда дешёвых домашних ОС.
Также даунгрейдом называют установку более ранней версии прошивки в микропроцессорное устройство.

## ДаунгрейдMicrosoft Windows
Корпорация Microsoft в некоторых случаях (см. список ниже) разрешает осуществлять даунгрейд ОС Windows, если изначально на компьютере установлена лицензионная операционная система. При этом пользователь вынужден самостоятельно искать лицензионный диск с более ранней версией ОС (это может быть и OEM-версия, но обязательно с легальной лицензией). С одного диска можно провести даунгрейд на любое количество компьютеров. Запрещается использовать одновременно и старую, и новую системы (для этого придётся купить лицензии на оба продукта).
Лицензионными соглашениями Windows разрешены такие даунгрейды:
- Windows 10 → Windows 8.1, Windows 7
- Windows 7 Ultimate → Windows Vista Ultimate. На старых компьютерах (купленных в первые 18 месяцев после выхода Win7 либо до выхода SP1, в зависимости от того, что наступит ранее) — Windows XP Pro, Pro x64, Tablet PC.
- Windows 7 Pro → Windows Vista Business. На старых компьютерах — Windows XP Pro, Pro x64, Tablet PC.
- Windows Vista Business, Ultimate → Windows XP Pro, Pro x64, Tablet PC.
- Windows XP Pro → Windows 2000 Pro, Windows NT Workstation, Windows 98 SE
- Windows Server 2003 Standard → Windows 2000 Server, Windows NT Server 4.0
- Windows Server 2003 Enterprise → Windows 2000 Advanced Server, Windows NT Server Enterprise 4.0
- Windows Small Business Server 2003 Premium → Small Business Server 2000, Small Business Server 4.5

Произведя даунгрейд, пользователь теряет все права на любую техническую поддержку продукта.